# Kašpar Schönauer
Kašpar Schönauer († 1589) OPraem byl premonstrátským řeholním kanovníkem, proboštem v Nové Říši a opatem v Zábrdovicích. Proslul svou stavební činností.

## Stavební činnost
V novoříšském klášteře postavil zděnou budovu proboštství. Jako opat zábrdovický se stal titulárním opatem želivským, a použil jediný želivský statek (faru u sv. Jakuba v Jihlavě a její příjmy) k opravě zábrdovického kláštera. V Jihlavě vystavěl faru, v Brně byl stavy pověřen stavbou stavovského domu vedle kostela sv. Michala, postavil zábrdovickou rezidenci v Kloboukách.